# Fürstenteich
Der Fürstenteich ist eine Talsperre bei Silberhütte in Sachsen-Anhalt. Es handelt sich um einen Erddamm mit Kerndichtung. Aufgestaut wird der Teufelsbach.

## Konstruktion
Der Damm wurde auf sedimentiertem Tonschiefer gegründet und hat eine Innendichtung aus organisch durchsetzten Tonen (Rasensoden). Im Zuge der Sanierung wurde die alte luftseitige ca. 70 cm dicke Deckschicht abgetragen und durch lagenweise aufgebrachtes Tonschiefermaterial angeschüttet. Darüber bildet eine 10 cm dicke Schicht Mutterboden mit Rasenansaat den Abschluss. Wasserseitig wurden 60 cm abgetragen und folgend auf eine 30 cm stark Schicht aus Splitt eine ebenso mächtige Schutzschicht aus Schotter aufgebracht. Der Damm wurde im Zuge der Sanierungen um 1 m erhöht. Nach Abtrag von 90 cm der alten Dammkrone wurde vom Planum her ein einen Meter breiter Dichtungssporn eingefügt. Dieser reicht bis zum bindigen Erdstoff des alten Dammkerns.
Das alte hölzerne Striegelgerinne ist noch vorhanden, jedoch nicht mehr funktionstüchtig. Es ist mittlerweile durch ein Stahlrohr mit dem Sickerwasser-Messschacht verbunden. Im Zuge der Baumaßnahmen 1903/04 wurde eine gusseiserne Heberleitung verlegt, welche die Hochwasserentlastungsanlage (HWE) kreuzte. Die Heberleitung verfügt über eine in Betonringen geführte Entlüftung auf der Dammkrone. 1990 wurde die gusseiserne Leitung von der HWE getrennt und mündet seitdem über einem neuen Auslass im Tosbecken der HWE. Die HWE besteht aus einem in 18 Felder aufgeteilten Stahlbetongerinne. Die Gesamtlänge der HWE beträgt etwa 95 m.

## Geschichte
Der Teich wurde 1729 als Pochwerksteich erbaut und lieferte, zusammen mit dem höher gelegenen Teufelsteich, Aufschlagwasser für die im gleichnamigen Ort gelegenen Silberhütte. Die Dammböschungen waren bis zur ab 1984 erfolgten Sanierung mit einer Neigung von 1:1,7 relativ steil. Anschluss an das Unterharzer Teich- und Grabensystem erhielt der Fürstenteich erst 1903/04, wobei der Damm erstmals erhöht wurde. Der Silberhütter Kunstgraben wurde letztmals verlängert und endete jetzt im Einzugsgebiet des Teufelsteiches, dem Siebengrund. Die Verlängerung bekam dabei den Namen Siebengründer Graben, gleichzeitig wurde das Teilstück nach Neudorf trockengelegt. Neben dem Teufelsteich wurden nun auch der Fürstenteich und der Silberhütter Pochwerksteich zusätzlich mit Wasser aus der Lude und dem Rödelbachgraben versorgt. Als die Silberhütte 1937 in Konkurs ging, wurde noch bis 1939 Strom erzeugt und danach der Graben trockengelegt.
Der Teich wurde von 1937 an bis 1997 für die Trinkwasserversorgung genutzt. Ab 1980 zeigten sich erste Mängel am mittlerweile mit Büschen und Bäumen erheblich bewachsenen Damm. Der Grundablass war nicht mehr funktionsfähig und es zeigten sich Sickerstellen. Von 1984 bis 1987 wurde der Damm saniert und dabei die Böschung auf eine 1:2-Steigung abgeflacht. Die letzte Sanierung erfolgte in den Jahren 1997 und 1999. Dabei wurde zunächst ein neuer Grundablass eingebunden bzw. die Dammkronenbefestigung erneuert – damit ging, auf Grund von Setzungserscheinungen am wasserseitigen Damm, eine Stauspiegelabsenkung um einen Meter einher.
Der Teich ist vom nahegelegenen Teufelsteich über Wanderwege zu erreichen und dient wasserwirtschaftlichen Zwecken, der Fischerei und zur Naherholung.
Siehe auch:
- Liste von Talsperren in Deutschland
- Liste der Gewässer in Sachsen-Anhalt